# AFC Champions League 2021
AFC Champions League 2021 là mùa giải thứ 40 của giải đấu bóng đá cấp câu lạc bộ hàng đầu châu Á được tổ chức bởi Liên đoàn bóng đá châu Á (AFC), và là lần thứ 19 dưới tên gọi AFC Champions League. Đây là lần đầu tiên giải đấu có sự tham gia của 40 đội bóng ở vòng bảng, với sự gia tăng từ 32 đội trước đó.
Ulsan Hyundai của Hàn Quốc là đương kim vô địch, nhưng không thể bảo vệ danh hiệu sau khi thua đội bóng đồng hương Pohang Steelers ở bán kết. Al-Hilal của Ả Rập Xê Út đã giành chức vô địch lần thứ tư sau khi đánh bại Pohang Steelers 2–0 trong trận chung kết, trở thành đội bóng thành công nhất lịch sử giải đấu. Với tư cách là nhà vô địch, họ đã tự động lọt vào AFC Champions League 2022 (dù trước đó họ đã đủ điều kiện tham dự thông qua thành tích tại giải quốc nội)., đồng thời được quyền tham dự Giải vô địch bóng đá thế giới các câu lạc bộ 2021 tại Các tiểu vương quốc Ả Rập thống nhất.

## Phân bố đội của các hiệp hội
47 hiệp hội thành viên AFC được xếp hạng dựa trên thành tích của câu lạc bộ của họ trong bốn năm qua trong các giải đấu của AFC (Bảng xếp hạng FIFA của đội tuyển quốc gia của họ không còn được xem xét):
- Các hiệp hội được chia thành hai khu vực: 
  - Khu vực phía Tây bao gồm các hiệp hội từ Liên đoàn bóng đá Tây Á (WAFF), Liên đoàn bóng đá Trung Á (CAFA) và Liên đoàn bóng đá Nam Á (SAFF).
  - Khu vực phía Đông bao gồm các hiệp hội từ Liên đoàn bóng đá ASEAN (AFF) và Liên đoàn bóng đá Đông Á (EAFF).
- 12 hiệp hội hàng đầu trong mỗi khu vực theo bảng xếp hạng AFC đủ điều kiện tham gia AFC Champions League, miễn là các đội có đủ các tiêu chí của AFC Champions League.
- Ở mỗi khu vực, có năm nhóm trong vòng bảng, bao gồm tổng cộng 16 suất vào thẳng vòng bảng, với 4 suất còn lại được  xác định thông qua các trận vòng loại.
- Các vị trí trong mỗi khu vực được phân phối như sau:[5][6]
  - Các hiệp hội xếp hạng 1-2 có ba suất dự vòng bảng và một suất dự vòng loại.
  - Các hiệp hội xếp hạng 3-4 có hai suất dự vòng bảng và hai suất dự vòng loại.
  - Các hiệp hội xếp hạng 5 có một suất dự vòng bảng và hai suất dự vòng loại.
  - Các hiệp hội xếp hạng 6 có một suất dự vòng bảng và một suất dự vòng loại.
  - Các hiệp hội xếp hạng 7-10 có một suất dự vòng bảng.
  - Các hiệp hội xếp hạng 11-12 có một suất dự vòng loại.
  - Đội đương kim vô địch AFC Champions League và AFC Cup đều có một suất dự giải đấu nếu họ không đủ điều kiện tham gia giải đấu thông qua giải quốc nội.
  - Nếu đội vô địch AFC Champions League hoặc AFC Cup thuộc các hiệp hội xếp hạng 1 đến 6, hiệp hội của họ được phân bổ cùng số suất dự vòng loại và họ thay thế đội có hạt giống thấp nhất từ hiệp hội của mình. Nếu không, hiệp hội của họ sẽ được phân bổ thêm một suất dự vòng loại và họ không thay thế bất kỳ đội nào từ hiệp hội của mình (Điều 3.8, 3.9 và 3.10).
  - Nếu cả hai đội vô địch AFC Champions League và AFC Cup đều thuộc cùng một hiệp hội được phân bổ chỉ một suất dự vòng loại, hiệp hội của họ sẽ được phân bổ thêm một suất dự vòng loại và chỉ đội có hạt giống thấp nhất từ hiệp hội của họ được thay thế (Điều 3.11).
  - Đội vô địch AFC Champions League và AFC Cup là đội có hạt giống thấp nhất trong các trận vòng loại nếu họ không thay thế bất kỳ đội nào từ hiệp hội của họ (Điều 3.12).
- Nếu bất kỳ hiệp hội nào xếp hạng từ 1 đến 6 không đáp ứng bất kỳ tiêu chí nào của AFC Champions League, tất cả các suất dự vòng bảng của họ được chuyển thành các suất dự vòng loại. Các suất dự vòng bảng được phân phối lại cho hiệp hội đủ điều kiện cao nhất theo các tiêu chí sau (Điều 3.13 và 3.14):
  - Đối với mỗi hiệp hội, tổng số suất tối đa là bốn và số suất dự vòng bảng tối đa là ba (Điều 3.4 và 3.5).
  - Nếu bất kỳ hiệp hội nào được xếp hạng từ thứ 3 đến thứ 6 được phân bổ thêm một suất dự vòng bảng, một suất dự vòng loại sẽ bị hủy bỏ và không được phân phối lại.
  - Nếu bất kỳ hiệp hội nào xếp hạng từ 5 đến 6 được phân bổ thêm hai suất dự vòng bảng, một suất dự vòng loại sẽ bị hủy bỏ và không được phân phối lại.
- Nếu bất kỳ hiệp hội nào xếp từ thứ 7 đến thứ 10 không đáp ứng bất kỳ tiêu chí nào của AFC Champions League, suất dự vòng bảng của họ được chuyển thành suất dự vòng loại. Suất dự vòng bảng được phân phối lại cho hiệp hội tiếp theo xếp hạng 11 hoặc 12, suất dự vòng loại bị hủy bỏ và không được phân phối lại hoặc nếu không đủ điều kiện, hiệp hội đủ điều kiện cao nhất theo cùng tiêu chí như đã đề cập ở trên (Điều 3.16 và 3.17).
- Nếu bất kỳ hiệp hội nào chỉ có (các) suất dự vòng loại, bao gồm bất kỳ hiệp hội nào xếp hạng 11 đến 12 hoặc những tình huống được đề cập ở trên, không đáp ứng các tiêu chí tối thiểu của AFC Champions League, (các) suất dự vòng loại sẽ bị hủy bỏ và không được phân phối lại (Điều 3.19 và 3.20).
- Đối với mỗi hiệp hội, tổng số suất tối đa là một phần ba tổng số đội đủ điều kiện (không bao gồm các đội nước ngoài) ở hạng đấu cao nhất (Điều 3.4). Nếu quy tắc này được áp dụng, bất kỳ suất dự vòng bảng nào không hợp lệ đều được phân phối lại theo cùng tiêu chí như đã đề cập ở trên và các suất dự vòng loại sẽ bị hủy bỏ và không được phân phối lại (Điều 9.10).
- Tất cả các đội tham dự phải được cấp giấy phép AFC Champions League, và ngoại trừ đội vô địch, phải kết thúc ở nửa trên của giải đấu hàng đầu của họ (Điều 7.1 và 9.5). Nếu bất kỳ hiệp hội nào không có đủ đội đáp ứng tiêu chí này, bất kỳ suất dự vòng bảng nào không hợp lệ đều được phân phối lại theo cùng tiêu chí như đã đề cập ở trên và các suất dự vòng loại sẽ bị hủy bỏ và không được phân phối lại (Điều 9.9).
- Nếu bất kỳ đội nào được cấp giấy phép từ chối tham dự, suất của họ, bất kể là suất dự vòng bảng hoặc vòng loại, sẽ bị hủy bỏ và không được phân phối lại (Điều 9.11).

### Bảng xếp hạng hiệp hội
Đối với AFC Champions League 2021, các hiệp hội được phân bổ các vị trí theo xếp hạng hiệp hội của họ được công bố vào ngày 29 tháng 11 năm 2019, có tính đến số lần xuất hiện của tại AFC Champions League và AFC Cup trong khoảng thời gian giữa 2016 và 2019. 
| Tham dự AFC Champions League 2021 | Tham dự AFC Champions League 2021 |
| --------------------------------- | --------------------------------- |
|                                   | Tham dự                           |
|                                   | Không tham dự                     |

| Xếp hạng | Xếp hạng | Hiệp hội Thành viên     | Điểm                    | Suất dự   | Suất dự       | Suất dự      | Suất dự |
| Xếp hạng | Xếp hạng | Hiệp hội Thành viên     | Điểm                    | Vòng bảng | Vòng loại     | Vòng loại    |         |
| Khu vực  | AFC      | Hiệp hội Thành viên     | Điểm                    | Vòng bảng | Vòng play-off | Vòng sơ loại |         |
| -------- | -------- | ----------------------- | ----------------------- | --------- | ------------- | ------------ | ------- |
| 1        | 2        | Qatar                   | 97.644                  | 3         | 1             | 0            |         |
| 2        | 4        | Ả Rập Xê Út             | 88.449                  | 3         | 1             | 0            |         |
| 3        | 6        | Iran                    | 81.724                  | 3         | 1             | 0            |         |
| 4        | 7        | UAE                     | 61.870                  | 2         | 2             | 0            |         |
| 5        | 9        | Iraq                    | 48.992                  | 1         | 2             | 0            |         |
| 6        | 10       | Uzbekistan              | 45.562                  | 1         | 1             | 0            |         |
| 7        | 12       | Jordan                  | 33.852                  | 1         | 0             | 0            |         |
| 8        | 15       | Ấn Độ                   | 29.576                  | 1         | 0             | 0            |         |
| 9        | 17       | Tajikistan              | 28.361                  | 1         | 0             | 0            |         |
| 10       | 20       | Turkmenistan[TKM]       | 26.532                  | 0         | 0             | 0            |         |
| 11       | 21       | Liban[LBN]              | 24.746                  | 0         | 0             | 0            |         |
| 12       | 22       | Syria[SYR]              | 22.505                  | 0         | 0             | 0            |         |
| Tổng     | Tổng     | Các hiệp hội tham dự: 9 | Các hiệp hội tham dự: 9 | 16        | 8             | 0            |         |
| Tổng     | Tổng     | Các hiệp hội tham dự: 9 | Các hiệp hội tham dự: 9 | 16        | 8             |              |         |
| Tổng     | Tổng     | Các hiệp hội tham dự: 9 | Các hiệp hội tham dự: 9 | 24        |               |              |         |

| Xếp hạng | Xếp hạng | Hiệp hội Thành viên     | Điểm                    | Suất dự   | Suất dự       | Suất dự      | Suất dự |
| Xếp hạng | Xếp hạng | Hiệp hội Thành viên     | Điểm                    | Vòng bảng | Vòng loại     | Vòng loại    |         |
| Khu vực  | AFC      | Hiệp hội Thành viên     | Điểm                    | Vòng bảng | Vòng play-off | Vòng sơ loại |         |
| -------- | -------- | ----------------------- | ----------------------- | --------- | ------------- | ------------ | ------- |
| 1        | 1        | Trung Quốc[CHN]         | 100.000                 | 2         | 1             | 0            |         |
| 2        | 3        | Nhật Bản                | 93.321                  | 4         | 0             | 0            |         |
| 3        | 5        | Hàn Quốc                | 85.979                  | 4         | 0             | 0            |         |
| 4        | 8        | Thái Lan                | 51.189                  | 4         | 0             | 0            |         |
| 5        | 11       | Úc[AUS]                 | 40.896                  | 0         | 0             | 0            |         |
| 6        | 13       | Philippines             | 32.130                  | 1         | 1             | 0            |         |
| 7        | 14       | CHDCND Triều Tiên[PRK]  | 30.100                  | 0         | 0             | 0            |         |
| 8        | 16       | Việt Nam                | 28.571                  | 1         | 0             | 0            |         |
| 9        | 18       | Malaysia                | 26.960                  | 1         | 0             | 0            |         |
| 10       | 19       | Singapore               | 26.607                  | 1         | 0             | 0            |         |
| 11       | 23       | Hồng Kông               | 19.945                  | 1         | 0             | 0            |         |
| 12       | 27       | Myanmar[MYA]            | 12.756                  | 0         | 0             | 0            |         |
| Tổng     | Tổng     | Các hiệp hội tham dự: 9 | Các hiệp hội tham dự: 9 | 19        | 2             | 0            |         |
| Tổng     | Tổng     | Các hiệp hội tham dự: 9 | Các hiệp hội tham dự: 9 | 19        | 2             |              |         |
| Tổng     | Tổng     | Các hiệp hội tham dự: 9 | Các hiệp hội tham dự: 9 | 21        |               |              |         |

Ghi chú
1. ^ Turkmenistan (TKM): Đại diện của Turkmenistan, Köpetdag, rút khỏi giải trước lễ bốc thăm.[9]
2. ^ Lebanon (LBN): Không đội bóng nào của Lebanon được cấp phép dự AFC Champions League.[9]
3. ^ Syria (SYR): Không đội bóng nào của Syria được cấp phép dự AFC Champions League.[9]
4. ^ Trung Quốc (CHN): Một trong bốn đại diện của Trung Quốc, Giang Tô, rút lui khỏi giải sau lễ bốc thăm.[10]
5. ^ Úc (AUS): Ba đại diện của Úc, Sydney FC, Melbourne City và Brisbane Roar, rút lui khỏi giải sau lễ bốc thăm.[11]
6. ^ Triều Tiên (PRK): Không đội bóng nào của Triều Tiên được cấp phép dự AFC Champions League.[9]
7. ^ Myanmar (MYA): Đại diện của Myanmar, Shan United, rút lui khỏi giải sau lễ bốc thăm.[12]

## Các đội tham dự
Chú thích:
- TH: Đương kim vô địch
- AC: Đội vô địch AFC Cup
- 1st, 2nd, 3rd,...: Vị trí tại giải quốc nội
- CW: Đội vô địch cúp quốc gia

| Tây Á                                        | Tây Á                               | Tây Á                                           | Tây Á                            |
| -------------------------------------------- | ----------------------------------- | ----------------------------------------------- | -------------------------------- |
| Al Duhail (1st)                              | Al Nassr (2nd, CW)                  | Esteghlal (2nd)                                 | Pakhtakor (1st, CW)              |
| Al-Sadd (3rd, CW)                            | Al Ahli (3rd)                       | Sharjah (1st) [Note UAE]                        | Al-Wehdat (1st)                  |
| Al Rayyan (2nd)                              | Persepolis (1st)                    | Shabab Al Ahli (2nd, CW) [Note UAE]             | FC Goa (1st)                     |
| Al Hilal (1st)                               | Tractor (CW)                        | Al Shorta (1st) [Note IRQ]                      | Istiklol (1st)                   |
| Đông Á                                       |                                     |                                                 |                                  |
| Ulsan HyundaiTH (2nd)                        | Nagoya Grampus (3rd)                | BG Pathum United (1st) [Note THA]               | Viettel (1st)                    |
| Quảng Châu Hằng Đại Đào Bảo (2nd) [Note CHN] | Cerezo Osaka (4th) [Note RE2]       | Port FC (2nd) [Note THA]                        | Johor Darul Ta'zim (1st)         |
| Bắc Kinh Quốc An (3rd) [Note CHN]            | Jeonbuk Hyundai Motors (1st, CW)    | Chiangrai United (3rd) [Note THA][Note RE2]     | Tampines Rovers (2nd) [Note SIN] |
| Kawasaki Frontale (1st, CW)                  | Pohang Steelers (3rd) [Note RE1]    | Ratchaburi Mitr Phol (4th) [Note THA][Note RE1] | Kiệt Chí (1st)                   |
| Gamba Osaka (2nd)                            | Daegu FC (5th) [Note KOR][Note RE2] | United City (1st)                               |                                  |

| Tây Á                     | Tây Á                              | Đông Á                                 | Đông Á |
| ------------------------- | ---------------------------------- | -------------------------------------- | ------ |
| Al-Gharafa (4th)          | Al Ain (4th) [Note UAE]            | Thượng Hải Port (4th) [Note CHN]       |        |
| Al Wehda (4th)            | Al Zawraa (CW) [Note IRQ]          | Kaya–Iloilo (2nd) [Note PHI][Note RE2] |        |
| Foolad (3rd)              | Al Quwa Al Jawiya (2nd) [Note IRQ] |                                        |        |
| Al Wahda (3rd) [Note UAE] | AGMK (3rd) [Note UZB]              |                                        |        |

Ghi chú
1. ^ Trung Quốc (CHN): Vào ngày 8 tháng 2 năm 2021, AFC thông báo rằng Sơn Đông Lỗ Năng, đội vô địch Chinese FA Cup 2020, đã không đáp ứng Tiêu chí F.04 bắt buộc của Quy định cấp phép câu lạc bộ AFC (Phiên bản 2016) liên quan đến các khoản phải trả quá hạn, và giấy phép của họ đã bị Cơ quan kiểm soát nhập cảnh độc lập của AFC thu hồi và do đó không đủ điều kiện tham dự AFC Champions League 2021.[13] Do đó, Thượng Hải Port tham dự AFC Champions League 2021, và Bắc Kinh Quốc An lọt vào vòng bảng thay vì vòng play-off.[14] Vào ngày 28 tháng 2 năm 2021, đội vô địch quốc gia Giang Tô giải thể.[15]
2. ^ Iraq (IRQ): Do Đại dịch COVID-19 tại Iraq, Iraqi Premier League 2019–20 và Iraq FA Cup 2019–20 bị hủy bởi quyết định của Liên đoàn bóng đá Iraq. Ban đầu các loạt trận play-off diễn ra để xác định đội đại diện cho Iraq tại AFC Champions League 2021.[16] Tuy nhiên, các suất tham dự sau đó được xác định thông qua kết quả của các giải quốc nội mùa trước (Iraqi Premier League 2018–19 và Iraq FA Cup 2018–19), dành cho các đội vượt qua yêu cầu cấp phép của AFC.[17]
3. ^ Hàn Quốc (KOR): Sangju Sangmu, đội hạng 4 K League 1 2020, là một câu lạc bộ quân đội và đã xác nhận rằng đội sẽ chuyển thành phố nhượng quyền vào mùa giải 2021 và sẽ xuống chơi tại K League 2 bất kể vị trí cuối cùng của họ trong mùa giải 2020. Do đó, Daegu FC, đội hạng 5 của giải, tham dự vòng loại.
4. ^ Philippines (PHI): Do Đại dịch COVID-19 tại Philippines, Copa Paulino Alcantara 2020 đã bị hủy bởi quyết định của Liên đoàn bóng đá Philippines. Do đó, đội á quân Philippines Football League 2020 sẽ là đại diện thứ 2 của Philippines tại AFC Champions League 2021.[18]
5. ^ Thay thế 1 (RE1): 2 đội Pohang Steelers và Ratchaburi Mitr Phol sẽ cùng tham dự vòng bảng, thay vì phải đối đầu nhau tại vòng Play-off do CLB Giang Tô giải thể.[19]
6. ^ Thay thế 2 (RE2): Các đội bóng Úc Sydney FC, Melbourne City, và Brisbane Roar rút lui khỏi giải đấu sau lễ bốc thăm.[20] Chiangrai United, Daegu FC, và Cerezo Osaka tham dự vòng bảng thay vì vòng play-off và Kaya–Iloilo tham dự vòng play-off thay vì vòng sơ loại.[21]
7. ^ Singapore (SIN): Albirex Niigata (S), đội vô địch Singapore Premier League 2020, là đội bóng của Nhật Bản và do đó không thể đại diện cho Singapore tại các giải đấu cấp câu lạc bộ của AFC. Do đó, Tampines Rovers, đội á quân của giải, tham dự AFC Champions League 2021.
8. ^ Thái Lan (THA): Do Đại dịch COVID-19 tại Thái Lan, Hiệp hội bóng đá Thái Lan quyết định cả Thai League 1 2020 và Thai FA Cup 2020 sẽ kết thúc vào năm 2021. Các đại diện của Thái Lan tại AFC Champions League 2021 được xác định bởi bảng xếp hạng Thai League 1 2020–21 ở nửa đầu của mùa giải.[22][23]
9. ^ Các Tiểu Vương quốc Ả Rập Thống nhất (UAE): Do Đại dịch COVID-19 tại Các Tiểu Vương quốc Ả Rập Thống nhất, UAE Pro League 2019–20 và UAE President's Cup2019–20 đã bị hủy bỏ vô thời hạn bởi Hiệp hội bóng đá Các Tiểu Vương quốc Ả Rập Thống nhất. Các đại diện của Các Tiểu Vương quốc Ả Rập Thống nhất tại AFC Champions League 2021 được xác định bởi kết quả của mùa bóng trước đó (UAE Pro League 2018–19 và UAE President's Cup 2018–19), dành cho các đội được cấp phép bởi AFC.[24][25]
10. ^  Uzbekistan (UZB): Nasaf, đội á quân 2020 Uzbekistan Super League, không được cấp phép dự AFC Champions League. Do đó, AGMK, đội có thành tích tốt thứ hai được cấp phép dự AFC Champions League (hạng 3 Uzbekistan Super League 2020), tham dự AFC Champions League 2021.[9][26]

## Lịch thi đấu
Lịch thi đấu như sau.
| Vòng               | Giai đoạn             | Thời gian bóc thăm           | Lượt đi                | Lượt về                 |
| ------------------ | --------------------- | ---------------------------- | ---------------------- | ----------------------- |
| Vòng sơ loại       | Vòng sơ loại đầu tiên | Không bốc thăm               | 12 tháng 1 năm 2021    | 12 tháng 1 năm 2021     |
| Vòng sơ loại       | Vòng sơ loại thứ hai  | Không bốc thăm               | 19 tháng 1 năm 2021    | 19 tháng 1 năm 2021     |
| Vòng play-off      | Vòng play-off         | Không bốc thăm               | 26 tháng 1 năm 2021    | 26 tháng 1 năm 2021     |
| Vòng bảng          | Trận 1                | tháng 11 / tháng 12 năm 2020 | 8-10 tháng 2 năm 2021  | 8-10 tháng 2 năm 2021   |
| Vòng bảng          | Trận 2                | tháng 11 / tháng 12 năm 2020 | 15-17 tháng 2 năm 2021 | 15-17 tháng 2 năm 2021  |
| Vòng bảng          | Trận 3                | tháng 11 / tháng 12 năm 2020 | 1-3 tháng 3 năm 2021   | 1-3 tháng 3 năm 2021    |
| Vòng bảng          | Trận 4                | tháng 11 / tháng 12 năm 2020 | 15-17 tháng 3 năm 2021 | 15-17 tháng 3 năm 2021  |
| Vòng bảng          | Trận 5                | tháng 11 / tháng 12 năm 2020 | 12-14 tháng 4 năm 2021 | 12-14 tháng 4 năm 2021  |
| Vòng bảng          | Trận 6                | tháng 11 / tháng 12 năm 2020 | 26-28 tháng 4 năm 2021 | 26-28 tháng 4 năm 2021  |
| Giai đoạn Knockout | Vòng 16               | tháng 11 / tháng 12 năm 2020 | 17-19 tháng 5 năm 2021 | 24-26 tháng 5 năm 2021  |
| Giai đoạn Knockout | Tứ kết                | tháng 5 / tháng 6 năm 2021   | 23-25 tháng 8 năm 2021 | 13-15 tháng 9 năm 2021  |
| Giai đoạn Knockout | Bán kết               | tháng 5 / tháng 6 năm 2021   | 28-29 tháng 9 năm 2021 | 26-27 tháng 10 năm 2021 |
| Giai đoạn Knockout | Chung kết             | tháng 5 / tháng 6 năm 2021   | 21 tháng 11 năm 2021   | 27 tháng 11 năm 2021    |

## Vòng loại
Ở vòng loại, các cặp đấu diễn ra theo thể thức một lượt. Hiệp phụ và loạt sút luân lưu sẽ được sử dụng để xác định đội thắng nếu cần thiết. Việc phân nhánh cho các cặp đấu được xác định thông qua bảng xếp hạng hiệp hội của mỗi đội và hạt giống của họ trong hiệp hội, trong đó đội đến từ hiệp hội có thứ hạng cao hơn đóng vai trò là đội chủ nhà. Các đội thuộc cùng một hiệp hội không được xếp cặp đối đầu với nhau. 8 đội vượt qua vòng loại (4 từ Tây Á và 4 từ Đông Á) sẽ lọt vào vòng bảng cùng với 32 đội được vào thẳng.

### Vòng sơ loại
| Đội 1          | Tỉ số  | Đội 2       |
| -------------- | ------ | ----------- |
| Brisbane Roar  | Hủy bỏ | Kaya–Iloilo |
| Melbourne City | Hủy bỏ | Shan United |

### Vòng play-off
| Đội 1      | Tỉ số                | Đội 2             |
| ---------- | -------------------- | ----------------- |
| Al-Gharafa | 0–1 (s.h.p.)         | AGMK              |
| Al-Wehda   | 1–1 (s.h.p.) (2–3 p) | Al-Quwa Al-Jawiya |
| Foolad     | 4–0                  | Al-Ain            |
| Al-Wahda   | 2–1                  | Al-Zawraa         |

| Đội 1           | Tỉ số  | Đội 2                |
| --------------- | ------ | -------------------- |
| Thượng Hải Port | 0–1    | Kaya–Iloilo          |
| Cerezo Osaka    | Hủy bỏ | Melbourne City       |
| Pohang Steelers | Hủy bỏ | Ratchaburi Mitr Phol |
| Daegu FC        | Hủy bỏ | Chiangrai United     |

1. 1 2 3  3 đội của Úc là Sydney FC, Melbourne City, và Brisbane Roar rút lui sau lễ bốc thăm.[20] Chiangrai United, Daegu FC, và Cerezo Osaka được vào thẳng vòng bảng thay vì vòng play-off và Kaya–Iloilo lọt vào vòng play-off thay vì vòng sơ loại.[21]
2. ↑  Shan United rút lui khỏi AFC Champions League theo tình trạng khẩn cấp của Myanmar và Melbourne City lọt vào vòng play-off thay vì vòng loại.[30]
3. ↑  Pohang Steelers và Ratchaburi Mitr Phol được vào thẳng vòng bảng sau khi Giang Tô giải thể.[31]

## Vòng bảng
Lễ bốc thăm vòng bảng diễn ra vào ngày 27 tháng 1 năm 2021, 16:30 MYT (UTC+8), tại trụ sở của AFC tại Kuala Lumpur, Malaysia. 40 được chia làm 10 bảng, với 4 đội mỗi bảng: 5 bảng mỗi khu vực Tây Á (Bảng A–E) và Đông Á (Bảng F–J). 
Ở mỗi khu vực, các đội được xếp vào bốn nhóm hạt giống và được xếp vào các vị trí tương úng của mỗi bảng, dựa trên bảng xếp hạng hiệp hội và việc xếp hạt giống trong hiệp hội của họ, với sự cân bằng giữa các nhóm. Các đội cùng hiệp hội không được xếp vào cùng một bảng.
Ở vòng bảng, các bảng đấu diễn ra theo thể thức vòng tròn hai lượt trên một địa điểm tập trung. Các đội nhất bảng và ba đội nhì bảng có thành tích tốt nhất của mỗi khu vực sẽ lọt vào vòng 16 đội.
| Tiebreakers |
| --- |
| The teams are ranked according to points (3 points for a win, 1 point for a draw, 0 points for a loss). If tied on points, tiebreakers will be applied in the following order (Regulations Article 8.3): 1. Points in head-to-head matches among tied teams; 2. Goal difference in head-to-head matches among tied teams; 3. Goals scored in head-to-head matches among tied teams; 4. Away goals scored in head-to-head matches among tied teams; (Not applicable since the matches will be played in centralized venue) 5. If more than two teams are tied, and after applying all head-to-head criteria above, a subset of teams are still tied, all head-to-head criteria above are reapplied exclusively to this subset of teams; 6. Goal difference in all group matches; 7. Goals scored in all group matches; 8. Penalty shoot-out if only two teams playing each other in the last round of the group are tied; 9. Disciplinary points (yellow card = 1 point, red card as a result of two yellow cards = 3 points, direct red card = 3 points, yellow card followed by direct red card = 4 points); 10. Association ranking |

### Bảng A
| VT | Đội            | ST | T | H | B | BT | BB | HS | Đ  | Giành quyền tham dự |     | IST | HIL | SAH | AGK |
| -- | -------------- | -- | - | - | - | -- | -- | -- | -- | ------------------- | --- | --- | --- | --- | --- |
| 1  | Istiklol       | 6  | 3 | 1 | 2 | 10 | 8  | +2 | 10 | Vòng 16 đội         |     | —   | 4–1 | 0–0 | 1–2 |
| 2  | Al-Hilal (H)   | 6  | 3 | 1 | 2 | 11 | 9  | +2 | 10 | Vòng 16 đội         |     | 3–1 | —   | 0–2 | 2–2 |
| 3  | Shabab Al-Ahli | 6  | 2 | 1 | 3 | 6  | 6  | 0  | 7  |                     |     | 0–1 | 0–2 | —   | 3–1 |
| 4  | AGMK           | 6  | 2 | 1 | 3 | 9  | 13 | −4 | 7  |                     | 2–3 | 0–3 | 2–1 | —   |     |

1. 1 2  Hiệu số bàn thắng đối đầu: Istiklol 1, Al-Hilal −1.
2. 1 2  Hiệu số bàn thắng đối đầu: Shabab Al-Ahli 1, AGMK −1.

### Bảng B
| VT | Đội               | ST | T | H | B | BT | BB | HS | Đ  | Giành quyền tham dự |     | SHA | TRA | PAK | QUW |
| -- | ----------------- | -- | - | - | - | -- | -- | -- | -- | ------------------- | --- | --- | --- | --- | --- |
| 1  | Sharjah (H)       | 6  | 3 | 2 | 1 | 9  | 6  | +3 | 11 | Vòng 16 đội         |     | —   | 0–2 | 4–1 | 1–0 |
| 2  | Tractor           | 6  | 2 | 4 | 0 | 6  | 3  | +3 | 10 | Vòng 16 đội         |     | 0–0 | —   | 0–0 | 1–0 |
| 3  | Pakhtakor         | 6  | 1 | 4 | 1 | 6  | 8  | −2 | 7  |                     |     | 1–1 | 3–3 | —   | 1–0 |
| 4  | Al-Quwa Al-Jawiya | 6  | 0 | 2 | 4 | 2  | 6  | −4 | 2  |                     | 2–3 | 0–0 | 0–0 | —   |     |

### Bảng C
| VT | Đội         | ST | T | H | B | BT | BB | HS | Đ  | Giành quyền tham dự |     | EST | DUH | AHL | SHO |
| -- | ----------- | -- | - | - | - | -- | -- | -- | -- | ------------------- | --- | --- | --- | --- | --- |
| 1  | Esteghlal   | 6  | 3 | 2 | 1 | 14 | 8  | +6 | 11 | Vòng 16 đội         |     | —   | 2–2 | 5–2 | 1–0 |
| 2  | Al-Duhail   | 6  | 2 | 3 | 1 | 11 | 9  | +2 | 9  |                     |     | 4–3 | —   | 1–1 | 2–0 |
| 3  | Al-Ahli (H) | 6  | 2 | 3 | 1 | 9  | 8  | +1 | 9  |                     | 0–0 | 1–1 | —   | 2–1 |     |
| 4  | Al-Shorta   | 6  | 1 | 0 | 5 | 3  | 12 | −9 | 3  |                     | 0–3 | 2–1 | 0–3 | —   |     |

### Bảng D
| VT | Đội          | ST | T | H | B | BT | BB | HS | Đ  | Giành quyền tham dự |     | NAS | SAD | WEH | FOO |
| -- | ------------ | -- | - | - | - | -- | -- | -- | -- | ------------------- | --- | --- | --- | --- | --- |
| 1  | Al-Nassr (H) | 6  | 3 | 2 | 1 | 9  | 5  | +4 | 11 | Vòng 16 đội         |     | —   | 3–1 | 1–2 | 2–0 |
| 2  | Al-Sadd      | 6  | 3 | 1 | 2 | 9  | 7  | +2 | 10 |                     |     | 1–2 | —   | 3–1 | 1–1 |
| 3  | Al-Wehdat    | 6  | 2 | 1 | 3 | 4  | 7  | −3 | 7  |                     | 0–0 | 0–2 | —   | 1–0 |     |
| 4  | Foolad       | 6  | 1 | 2 | 3 | 3  | 6  | −3 | 5  |                     | 1–1 | 0–1 | 1–0 | —   |     |

### Bảng E
| VT | Đội        | ST | T | H | B | BT | BB | HS | Đ  | Giành quyền tham dự |     | PER | WAH | GOA | RAY |
| -- | ---------- | -- | - | - | - | -- | -- | -- | -- | ------------------- | --- | --- | --- | --- | --- |
| 1  | Persepolis | 6  | 5 | 0 | 1 | 14 | 5  | +9 | 15 | Vòng 16 đội         |     | —   | 1–0 | 2–1 | 4–2 |
| 2  | Al-Wahda   | 6  | 4 | 1 | 1 | 7  | 3  | +4 | 13 | Vòng 16 đội         |     | 1–0 | —   | 0–0 | 3–2 |
| 3  | Goa (H)    | 6  | 0 | 3 | 3 | 2  | 9  | −7 | 3  |                     |     | 0–4 | 0–2 | —   | 0–0 |
| 4  | Al-Rayyan  | 6  | 0 | 2 | 4 | 6  | 12 | −6 | 2  |                     | 1–3 | 0–1 | 1–1 | —   |     |

### Bảng F
| VT | Đội                  | ST | T | H | B | BT | BB | HS  | Đ  | Giành quyền tham dự |     | ULS | PAT | VTF | KAY |
| -- | -------------------- | -- | - | - | - | -- | -- | --- | -- | ------------------- | --- | --- | --- | --- | --- |
| 1  | Ulsan Hyundai        | 6  | 6 | 0 | 0 | 13 | 1  | +12 | 18 | Vòng 16 đội         |     | —   | 2–0 | 3–0 | 2–1 |
| 2  | BG Pathum United (H) | 6  | 4 | 0 | 2 | 10 | 6  | +4  | 12 | Vòng 16 đội         |     | 0–2 | —   | 2–0 | 4–1 |
| 3  | Viettel              | 6  | 2 | 0 | 4 | 7  | 9  | −2  | 6  |                     |     | 0–1 | 1–3 | —   | 1–0 |
| 4  | Kaya F.C.-Iloilo     | 6  | 0 | 0 | 6 | 2  | 16 | −14 | 0  |                     | 0–3 | 0–1 | 0–5 | —   |     |

### Bảng G
| VT | Đội                      | ST | T | H | B | BT | BB | HS  | Đ  | Giành quyền tham dự |     | NAG | POH | JOH | RAT |
| -- | ------------------------ | -- | - | - | - | -- | -- | --- | -- | ------------------- | --- | --- | --- | --- | --- |
| 1  | Nagoya Grampus           | 6  | 5 | 1 | 0 | 14 | 2  | +12 | 16 | Vòng 16 đội         |     | —   | 3–0 | 2–1 | 3–0 |
| 2  | Pohang Steelers          | 6  | 3 | 2 | 1 | 9  | 5  | +4  | 11 | Vòng 16 đội         |     | 1–1 | —   | 4–1 | 2–0 |
| 3  | Johor Darul Ta'zim       | 6  | 1 | 1 | 4 | 3  | 9  | −6  | 4  |                     |     | 0–1 | 0–2 | —   | 0–0 |
| 4  | Ratchaburi Mitr Phol (H) | 6  | 0 | 2 | 4 | 0  | 10 | −10 | 2  |                     | 0–4 | 0–0 | 0–1 | —   |     |

### Bảng H
| VT | Đội                    | ST | T | H | B | BT | BB | HS  | Đ  | Giành quyền tham dự |     | JEO | GAM | CHI | TAM |
| -- | ---------------------- | -- | - | - | - | -- | -- | --- | -- | ------------------- | --- | --- | --- | --- | --- |
| 1  | Jeonbuk Hyundai Motors | 6  | 5 | 1 | 0 | 22 | 5  | +17 | 16 | Vòng 16 đội         |     | —   | 2–1 | 2–1 | 9–0 |
| 2  | Gamba Osaka            | 6  | 2 | 3 | 1 | 15 | 7  | +8  | 9  |                     |     | 2–2 | —   | 1–1 | 8–1 |
| 3  | Chiangrai United       | 6  | 2 | 2 | 2 | 8  | 7  | +1  | 8  |                     | 1–3 | 1–1 | —   | 1–0 |     |
| 4  | Tampines Rovers        | 6  | 0 | 0 | 6 | 1  | 27 | −26 | 0  |                     | 0–4 | 0–2 | 0–3 | —   |     |

### Bảng I
| VT | Đội               | ST | T | H | B | BT | BB | HS  | Đ  | Giành quyền tham dự |     | KAW | DAE | UNI | BJG |
| -- | ----------------- | -- | - | - | - | -- | -- | --- | -- | ------------------- | --- | --- | --- | --- | --- |
| 1  | Kawasaki Frontale | 6  | 6 | 0 | 0 | 27 | 3  | +24 | 18 | Vòng 16 đội         |     | —   | 3–2 | 8–0 | 4–0 |
| 2  | Daegu FC          | 6  | 4 | 0 | 2 | 22 | 6  | +16 | 12 | Vòng 16 đội         |     | 1–3 | —   | 7–0 | 5–0 |
| 3  | United City       | 6  | 1 | 1 | 4 | 4  | 24 | −20 | 4  |                     |     | 0–2 | 0–4 | —   | 1–1 |
| 4  | Bắc Kinh Quốc An  | 6  | 0 | 1 | 5 | 3  | 23 | −20 | 1  |                     | 0–7 | 0–3 | 2–3 | —   |     |

### Bảng J
| VT | Đội          | ST | T | H | B | BT | BB | HS  | Đ  | Giành quyền tham dự |     | CER | KIT | POR | GZH |
| -- | ------------ | -- | - | - | - | -- | -- | --- | -- | ------------------- | --- | --- | --- | --- | --- |
| 1  | Cerezo Osaka | 6  | 4 | 2 | 0 | 13 | 2  | +11 | 14 | Vòng 16 đội         |     | —   | 2–1 | 1–1 | 5–0 |
| 2  | Kiệt Chí     | 6  | 3 | 2 | 1 | 6  | 3  | +3  | 11 |                     |     | 0–0 | —   | 2–0 | 1–0 |
| 3  | Port (H)     | 6  | 2 | 2 | 2 | 10 | 8  | +2  | 8  |                     | 0–2 | 1–1 | —   | 3–0 |     |
| 4  | Quảng Châu   | 6  | 0 | 0 | 6 | 1  | 17 | −16 | 0  |                     | 0–3 | 0–1 | 1–5 | —   |     |

### Xếp hạng các đội nhì bảng

#### Tây Á
| VT | Bg | Đội       | ST | T | H | B | BT | BB | HS | Đ  | Giành quyền tham dự |
| -- | -- | --------- | -- | - | - | - | -- | -- | -- | -- | ------------------- |
| 1  | E  | Al-Wahda  | 6  | 4 | 1 | 1 | 7  | 3  | +4 | 13 | Vòng 16 đội         |
| 2  | B  | Tractor   | 6  | 2 | 4 | 0 | 6  | 3  | +3 | 10 | Vòng 16 đội         |
| 3  | A  | Al-Hilal  | 6  | 3 | 1 | 2 | 11 | 9  | +2 | 10 | Vòng 16 đội         |
| 4  | D  | Al-Sadd   | 6  | 3 | 1 | 2 | 9  | 7  | +2 | 10 |                     |
| 5  | C  | Al-Duhail | 6  | 2 | 3 | 1 | 11 | 9  | +2 | 9  |                     |

#### Đông Á
| VT | Bg | Đội              | ST | T | H | B | BT | BB | HS  | Đ  | Giành quyền tham dự |
| -- | -- | ---------------- | -- | - | - | - | -- | -- | --- | -- | ------------------- |
| 1  | I  | Daegu FC         | 6  | 4 | 0 | 2 | 22 | 6  | +16 | 12 | Vòng 16 đội         |
| 2  | F  | BG Pathum United | 6  | 4 | 0 | 2 | 10 | 6  | +4  | 12 | Vòng 16 đội         |
| 3  | G  | Pohang Steelers  | 6  | 3 | 2 | 1 | 9  | 5  | +4  | 11 | Vòng 16 đội         |
| 4  | J  | Kiệt Chí         | 6  | 3 | 2 | 1 | 6  | 3  | +3  | 11 |                     |
| 5  | H  | Gamba Osaka      | 6  | 2 | 3 | 1 | 15 | 7  | +8  | 9  |                     |

## Vòng đấu loại trực tiếp
Tại vòng đấu loại trực tiếp, 16 đội sẽ tham dự theo thể thức loại trực tiếp, với các đội từ 2 khu vực Tây Á và Đông Á thi đấu riêng cho đén bán kết. Tất cả các trận đấu sẽ thi đấu một lượt duy nhất. Nếu hòa sau 90 phút, hiệp phụ và loạt sút luân lưu sẽ quyết định đội thắng ở trận đấu đó (Được quy định trong điều 9.3 và 10.1).

### Sơ đồ
|  | Vòng 16 đội                | Vòng 16 đội            |                        |       | Tứ kết | Tứ kết |  |  | Bán kết | Bán kết |  |  | Chung kết | Chung kết |
|  |                            |                        |                        |       |        |        |  |  |         |         |  |  |           |           |
|  | 14 tháng 9 – Sharjah       |                        |                        |       |        |        |  |  |         |         |  |  |           |           |
|  |                            |                        |                        |       |        |        |  |  |         |         |  |  |           |           |
|  | Sharjah                    | 1 (4)                  |                        |       |        |        |  |  |         |         |  |  |           |           |
|  | Sharjah                    | 1 (4)                  | 16 tháng 10 – Riyadh   |       |        |        |  |  |         |         |  |  |           |           |
|  | Al Wahda (p)               | 1 (5)                  |                        |       |        |        |  |  |         |         |  |  |           |           |
|  | Al Wahda (p)               | 1 (5)                  | Al Wahda               | 1     |        |        |  |  |         |         |  |  |           |           |
|  | 14 tháng 9 – Doha, Qatar   |                        | Al Wahda               | 1     |        |        |  |  |         |         |  |  |           |           |
|  |                            | Al-Nassr               | 5                      |       |        |        |  |  |         |         |  |  |           |           |
|  | Al Nassr                   | Al-Nassr               | 5                      | 1     |        |        |  |  |         |         |  |  |           |           |
|  | Al Nassr                   |                        | 19 tháng 10 – Riyadh   | 1     |        |        |  |  |         |         |  |  |           |           |
|  | Tractor                    | 0                      |                        |       |        |        |  |  |         |         |  |  |           |           |
|  | Tractor                    | 0                      | Al-Nassr               | 1     |        |        |  |  |         |         |  |  |           |           |
|  | 14 tháng 9 – Dushanbe      |                        | Al-Nassr               | 1     |        |        |  |  |         |         |  |  |           |           |
|  |                            | Al-Hilal               | 2                      |       |        |        |  |  |         |         |  |  |           |           |
|  | Istiklol                   | Al-Hilal               | 2                      | 0     |        |        |  |  |         |         |  |  |           |           |
|  | Istiklol                   | 16 tháng 10 – Riyadh   |                        | 0     |        |        |  |  |         |         |  |  |           |           |
|  | Persepolis                 | 1                      |                        |       |        |        |  |  |         |         |  |  |           |           |
|  | Persepolis                 | 1                      | Persepolis             | 0     |        |        |  |  |         |         |  |  |           |           |
|  | 13 tháng 9 – Dubai, UAE    |                        | Persepolis             | 0     |        |        |  |  |         |         |  |  |           |           |
|  |                            | Al-Hilal               | 3                      |       |        |        |  |  |         |         |  |  |           |           |
|  | Esteghlal                  | Al-Hilal               | 3                      | 0     |        |        |  |  |         |         |  |  |           |           |
|  | Esteghlal                  |                        | 23 tháng 11 – Riyadh   | 0     |        |        |  |  |         |         |  |  |           |           |
|  | Al-Hilal                   | 2                      |                        |       |        |        |  |  |         |         |  |  |           |           |
|  | Al-Hilal                   | 2                      | Al Hilal               | 2     |        |        |  |  |         |         |  |  |           |           |
|  | 15 tháng 9 – Jeonju        |                        | Al Hilal               | 2     |        |        |  |  |         |         |  |  |           |           |
|  |                            | Pohang Steelers        | 0                      |       |        |        |  |  |         |         |  |  |           |           |
|  | Jeonbuk Hyundai Motors (p) | Pohang Steelers        | 0                      | 1 (4) |        |        |  |  |         |         |  |  |           |           |
|  | Jeonbuk Hyundai Motors (p) | 17 tháng 10 – Jeonju   |                        | 1 (4) |        |        |  |  |         |         |  |  |           |           |
|  | BG Pathum United           | 1 (2)                  |                        |       |        |        |  |  |         |         |  |  |           |           |
|  | BG Pathum United           | 1 (2)                  | Jeonbuk Hyundai Motors | 2     |        |        |  |  |         |         |  |  |           |           |
|  | 14 tháng 9 – Ulsan         |                        | Jeonbuk Hyundai Motors | 2     |        |        |  |  |         |         |  |  |           |           |
|  |                            | Ulsan Hyundai (s.h.p.) | 3                      |       |        |        |  |  |         |         |  |  |           |           |
|  | Ulsan Hyundai (p)          | Ulsan Hyundai (s.h.p.) | 3                      | 0 (3) |        |        |  |  |         |         |  |  |           |           |
|  | Ulsan Hyundai (p)          |                        | 20 tháng 10 – Jeonju   | 0 (3) |        |        |  |  |         |         |  |  |           |           |
|  | Kawasaki Frontale          | 0 (2)                  |                        |       |        |        |  |  |         |         |  |  |           |           |
|  | Kawasaki Frontale          | 0 (2)                  | Ulsan Hyundai          | 1 (4) |        |        |  |  |         |         |  |  |           |           |
|  | 15 tháng 9 – Osaka         |                        | Ulsan Hyundai          | 1 (4) |        |        |  |  |         |         |  |  |           |           |
|  |                            | Pohang Steelers (p)    | 1 (5)                  |       |        |        |  |  |         |         |  |  |           |           |
|  | Cerezo Osaka               | Pohang Steelers (p)    | 1 (5)                  | 0     |        |        |  |  |         |         |  |  |           |           |
|  | Cerezo Osaka               | 17 tháng 10 – Jeonju   |                        | 0     |        |        |  |  |         |         |  |  |           |           |
|  | Pohang Steelers            | 1                      |                        |       |        |        |  |  |         |         |  |  |           |           |
|  | Pohang Steelers            | 1                      | Pohang Steelers        | 3     |        |        |  |  |         |         |  |  |           |           |
|  | 14 tháng 9 – Toyota        |                        | Pohang Steelers        | 3     |        |        |  |  |         |         |  |  |           |           |
|  |                            | Nagoya Grampus         | 0                      |       |        |        |  |  |         |         |  |  |           |           |
|  | Nagoya Grampus             | Nagoya Grampus         | 0                      | 4     |        |        |  |  |         |         |  |  |           |           |
|  | Nagoya Grampus             |                        |                        | 4     |        |        |  |  |         |         |  |  |           |           |
|  | Daegu FC                   | 2                      |                        |       |        |        |  |  |         |         |  |  |           |           |
|  | Daegu FC                   | 2                      |                        |       |        |        |  |  |         |         |  |  |           |           |

### Vòng 16 đội
Vòng 16 sẽ được thi đấu một lượt, với các trận đấu được xác định bằng tổ hợp dựa trên việc đội nhì bảng nào đủ điều kiện.
| Đội 1     | Tỉ số                | Đội 2      |
| --------- | -------------------- | ---------- |
| Istiklol  | 0–1                  | Persepolis |
| Sharjah   | 1–1 (s.h.p.) (4–5 p) | Al-Wahda   |
| Esteghlal | 0–2                  | Al Hilal   |
| Al-Nassr  | 1–0                  | Tractor    |

| Đội 1                  | Tỉ số                | Đội 2             |
| ---------------------- | -------------------- | ----------------- |
| Ulsan Hyundai          | 0–0 (s.h.p.) (3–2 p) | Kawasaki Frontale |
| Nagoya Grampus         | 4–2                  | Daegu FC          |
| Jeonbuk Hyundai Motors | 1–1 (s.h.p.) (4–2 p) | BG Pathum United  |
| Cerezo Osaka           | 0–1                  | Pohang Steelers   |

### Tứ kết
Các trận đấu tứ kết sẽ thi đấu một lượt duy nhất, với đội chủ nhà được xác định bởi lễ bốc thăm diễn ra vào 15:00 (UTC+8) ngày 17 tháng 9 tại Kuala Lumpur, Malaysia.
| Đội 1      | Tỉ số | Đội 2    |
| ---------- | ----- | -------- |
| Al Wahda   | 1–5   | Al-Nassr |
| Persepolis | 0–3   | Al-Hilal |

### Phía Đông
| Đội 1                  | Tỉ số        | Đội 2          |
| ---------------------- | ------------ | -------------- |
| Jeonbuk Hyundai Motors | 2–3 (s.h.p.) | Ulsan Hyundai  |
| Pohang Steelers        | 3–0          | Nagoya Grampus |

### Bán kết
Các trận đấu bán kết sẽ thi đấu một lượt duy nhất.
| Đội 1    | Tỉ số | Đội 2    |
| -------- | ----- | -------- |
| Al-Nassr | 1–2   | Al Hilal |

| Đội 1         | Tỉ số                | Đội 2           |
| ------------- | -------------------- | --------------- |
| Ulsan Hyundai | 1–1 (s.h.p.) (4–5 p) | Pohang Steelers |

### Chung kết
Trận chung kết sẽ diễn ra trong một lượt vào ngày 23 tháng 11 năm 2021. Thứ tự các lượt được xác định trên cơ sở luân chuyển, với trận đấu do đội từ Phía Tây đăng cai, như trong trường hợp các năm lẻ (Quy định 9.1.2).
| Al Hilal                       | 2–0                 | Pohang Steelers |
| ------------------------------ | ------------------- | --------------- |
| - N.Al-Dawsari 1' - Marega 63' | Trực tiếp Diễn biến |                 |

## Các cầu thủ ghi bàn hàng đầu
| Xếp hạng | Cầu thủ             | Câu lạc bộ             | MD1 | MD2 | MD3 | MD4 | MD5 | MD6 | R16 | QF | SF | F | Tổng |
| -------- | ------------------- | ---------------------- | --- | --- | --- | --- | --- | --- | --- | -- | -- | - | ---- |
| 1        | Michael Olunga      | Al-Duhail              | 1   | 1   | 3   | 2   | 1   | 1   |     |    |    |   | 9    |
| 2        | Gustavo             | Jeonbuk Hyundai Motors | 1   |     | 4   | 1   |     | 1   | 1   |    |    |   | 8    |
| 3        | Modou Barrow        | Jeonbuk Hyundai Motors |     |     | 3   | 1   | 1   | 1   |     |    |    |   | 6    |
| 3        | Edgar               | Daegu FC               |     | 1   | 2   |     | 1   | 1   | 1   |    |    |   | 6    |
| 3        | Leandro Damião      | Kawasaki Frontale      | 2   |     | 1   |     | 3   |     |     |    |    |   | 6    |
| 3        | Bafétimbi Gomis     | Al Hilal               |     | 1   |     | 1   | 1   |     | 1   | 2  |    |   | 6    |
| 3        | Patric              | Gamba Osaka            | 1   | 2   |     |     | 2   | 1   |     |    |    |   | 6    |
| 8        | Cheick Diabaté      | Esteghlal              | 1   | 1   | 1   | 1   |     | 1   |     |    |    |   | 5    |
| 8        | Cesinha             | Daegu FC               | 1   | 1   | 2   |     |     |     | 1   |    |    |   | 5    |
| 8        | Abderazak Hamdallah | Al-Nassr               |     | 1   |     | 1   | 1   | 1   |     | 1  |    |   | 5    |

Note: Goals scored in the qualifying play-offs and matches voided by AFC are not counted when determining top scorer (Regulations Article 64.4).